# أوتاوا (إلينوي)
أوتاوا (بالإنجليزية: Ottawa, Illinois) هي مدينة تقع في الولايات المتحدة في إلينوي. يقدر عدد سكانها بـ 18,563 نسمة .

## التركيبة السكانية
حدّد مكتب تعداد الولايات المتحدة بيانات التركيبة السكانية لأوتاوا في تعداد الولايات المتحدة. في ما يلي، التركيبة السكانية حسب تعدادي 2000 و2010.

### تعداد عام 2000
بلغ عدد سكان أوتاوا 18,307 نسمة بحسب تعداد عام 2000، وبلغ عدد الأسر 7,510 أسرة وعدد العائلات 4,892 عائلة مقيمة في المدينة. في حين سجلت الكثافة السكانية 455.5 نسمة لكل كيلومتر مربع (1,179.7/ميل2). وبلغ عدد الوحدات السكنية 8,030 وحدة بمتوسط كثافة قدره 199.8 لكل كيلومتر مربع (517.5/ميل2).
وتوزع التركيب العرقي للمدينة بنسبة 95.26% من البيض و1.37% من الأمريكيين الأفارقة و0.15% من الأمريكيين الأصليين و0.83% من الأمريكيين ذوي الأصول الآسيوية و0.06% من سكان جزر المحيط الهادئ و0.93% من الأعراق الأخرى و1.39% من عرقين مختلطين أو أكثر و5.21% من الهسبانيون أو اللاتينيون من أي عرق.
بلغ عدد الأسر 7,510 أسرة كانت نسبة 33.4% منها لديها أطفال تحت سن الثامنة عشر تعيش معهم، وبلغت نسبة الأزواج القاطنين مع بعضهم البعض 49.4% من أصل المجموع الكلي للأسر، ونسبة 11.7% من الأسر كان لديها معيلات من الإناث دون وجود شريك، بينما كانت نسبة 4% من الأسر لديها معيلون من الذكور دون وجود شريكة وكانت نسبة 34.9% من غير العائلات. تألفت نسبة 30.8% من أصل جميع الأسر من عدة أفراد يعيشون في نفس المنزل ونسبة 14.2% كانت تتألف من شخص يعيش بمفرده يبلغ من العمر 65 عاماً أو أكثر. وبلغ متوسط حجم الأسرة المعيشية 2.38، أما متوسط حجم العائلات فبلغ 2.98.
بلغ العمر الوسطي للسكان 38.2 عاماً. وكانت نسبة 24.9% من القاطنين تحت سن الثامنة عشر، وكانت نسبة 8% بين الثامنة عشر والرابعة والعشرين عاماً، ونسبة 27.8% كانت واقعةً في الفئة العمرية ما بين الخامسة والعشرين والرابعة والأربعين عاماً، ونسبة 20.7% كانت ما بين الخامسة والأربعين والرابعة والستين، ونسبة 16.3% كانت ضمن فئة الخامسة والستين عاماً فما فوق. يوجد لكل 100 أنثى 92.3 ذكر، ويوجد لكل 100 أنثى في الثامنة عشر من عمرها فما فوق 88.5 ذكر.
بلغ متوسط دخل الأسرة في المدينة 36,513 دولارًا، أما متوسط دخل العائلة فبلغ 44,435 دولارًا. وكان متوسط دخل الذكور 41,943 دولارًا مقابل 22,041 دولارًا للإناث. وسجل دخل الفرد الخاص بالمدينة 19,426 دولارًا. وكانت نسبة 9.8% من العائلات ونسبة 11.3% من السكان تحت خط الفقر، وكان من هؤلاء نسبة 16.8% تحت سن الثامنة عشر ونسبة 7% في الخامسة والستين من العمر وما فوق.

### تعداد عام 2010
بلغ عدد سكان أوتاوا 18,768 نسمة بحسب تعداد عام 2010، وبلغ عدد الأسر 7,783 أسرة وعدد العائلات 4,871 عائلة مقيمة في المدينة. في حين سجلت الكثافة السكانية 467 نسمة لكل كيلومتر مربع (1,209.5/ميل2). وبلغ عدد الوحدات السكنية 8,569 وحدة بمتوسط كثافة قدره 213.2 لكل كيلومتر مربع (552.2/ميل2).
وتوزع التركيب العرقي للمدينة بنسبة 93.39% من البيض و2.04% من الأمريكيين الأفارقة و0.31% من الأمريكيين الأصليين و0.92% من الأمريكيين ذوي الأصول الآسيوية و0.01% من سكان جزر المحيط الهادئ و1.82% من الأعراق الأخرى و1.51% من عرقين مختلطين أو أكثر و7.49% من الهسبانيون أو اللاتينيون من أي عرق.
بلغ عدد الأسر 7,783 أسرة كانت نسبة 30% منها لديها أطفال تحت سن الثامنة عشر تعيش معهم، وبلغت نسبة الأزواج القاطنين مع بعضهم البعض 45% من أصل المجموع الكلي للأسر، ونسبة 12.6% من الأسر كان لديها معيلات من الإناث دون وجود شريك، بينما كانت نسبة 5% من الأسر لديها معيلون من الذكور دون وجود شريكة وكانت نسبة 37.4% من غير العائلات. تألفت نسبة 32.2% من أصل جميع الأسر من عدة أفراد يعيشون في نفس المنزل ونسبة 13.7% كانت تتألف من شخص يعيش بمفرده يبلغ من العمر 65 عاماً أو أكثر. وبلغ متوسط حجم الأسرة المعيشية 2.35، أما متوسط حجم العائلات فبلغ 2.96.
بلغ العمر الوسطي للسكان 40.2 عاماً. وكانت نسبة 23.3% من القاطنين تحت سن الثامنة عشر، وكانت نسبة 8.4% بين الثامنة عشر والرابعة والعشرين عاماً، ونسبة 24.7% كانت واقعةً في الفئة العمرية ما بين الخامسة والعشرين والرابعة والأربعين عاماً، ونسبة 27.1% كانت ما بين الخامسة والأربعين والرابعة والستين، ونسبة 16.6% كانت ضمن فئة الخامسة والستين عاماً فما فوق. وتوزع التركيب الجنسي للسكان بنسبة 48.8% ذكور و51.2% إناث.

## أعلام
- جانستون ماكولي
- ماريا كانليس
- ديكنسون بيشوب
- ديف كالاهان
- آرثر غوسارد
- فريدريك مولوني
- تيرينس ماليك
- ويليام كولين
- جون روبنسون مكراكين